# Zelenivka (Kherson)
|  | Per a altres significats, vegeu «Zelenovka». |

Zelenivka (en ucraïnès Зеленівка) és una vila de l'óblast de Kherson, a Ucraïna, actualment sota control de Rússia. El 2021 tenia 5.736 habitants.